# Nine Stories
『Nine Stories』（ナイン ストーリーズ）は、T-SQUARE37枚目のアルバム。2011年4月27日にリリースされた。 
前作に引き続き、今作もメンバー4人全員作曲した楽曲を収録。 
初回限定は三方背BOXパッケージ仕様、購入者特典用ハガキを封入。 

## 収録曲
1. A Little Big Life - 坂東慧作曲
2. はやぶさ - 河野啓三作曲
3. PRANKSTER - 伊東たけし作曲
4. ATLANTIS - 坂東慧作曲
5. A・I・TA・KU・TE - 安藤正容作曲
6. Night Games - 河野啓三作曲
7. サンデー・キッチン - 安藤正容作曲
8. For The Love Unborn - 坂東慧作曲
9. A ～for the rookies～ - 伊東たけし作曲

## ミュージシャン
- T-SQUARE
  - 安藤正容 -   Electric Guitar, Acoustic Guitar, Ukulele
  - 伊東たけし - Alto Sax, EWI
  - 河野啓三 - Acoustic Piano, Keyboards
  - 坂東慧 - Drums, Percussions

- Special Support
  - 田中晋吾 - Electric Bass